# 赤城克罗嫩贝格

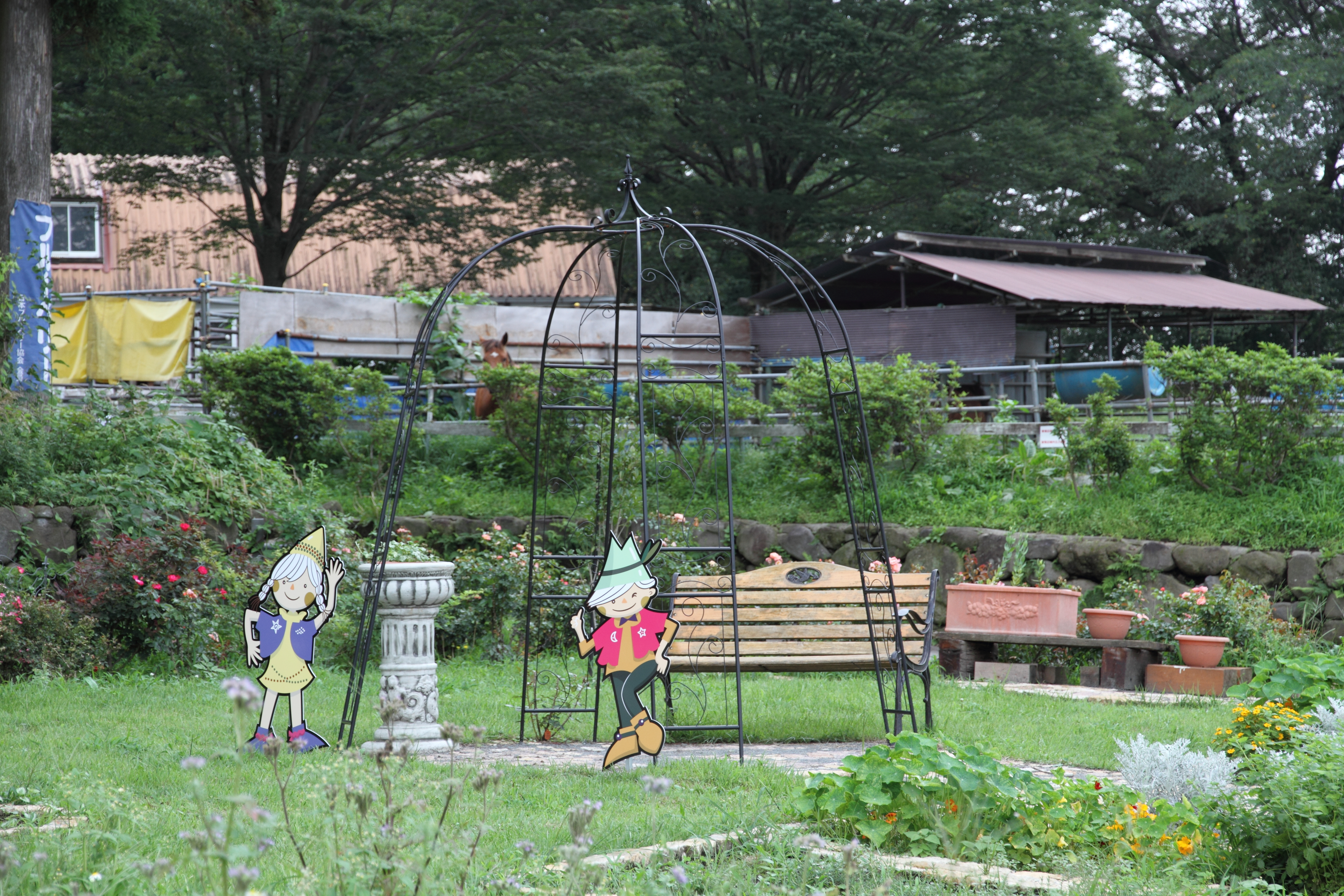
赤城克罗嫩贝格

赤城克罗嫩贝格（日语： akagi kurōnenberuku），或稱群馬德國村、赤城德國村，是日本群馬縣前橋市赤城山南麓的一個已停業的主題樂園。1994年開園，2017年11月底閉園。樂園前身是前橋監獄的附屬牧場。